# RZ Arietis
RZ Arietis (RZ Ari / ρ2 Arietis / 45 Arietis / HD 18191) es una estrella variable en la constelación de Aries, visualmente a 20 minutos de arco al noreste de ρ3 Arietis. De magnitud aparente media +5,80, se encuentra a unos 405 años luz del sistema solar.
RZ Arietis es una gigante roja de tipo espectral M6III con una temperatura efectiva entre 3250 y 3442 K. Es una auténtica estrella gigante, similar a 30 Herculis o EU Delphini. Su radio, calculado a partir de la medida directa de su diámetro angular —9,4 milisegundos de arco—, es 125 veces mayor que el radio solar. Si estuviese en el lugar del Sol, su superficie se extendería más allá de la órbita de Mercurio. Brilla con una luminosidad equivalente a 328 soles.
El brillo de RZ Arietis varía en 0,4 magnitudes, estando catalogada como una variable semirregular de tipo SRB. Existe un período principal de 56,5 días y uno secundario de 37,7 días.